# Сидоренко Галина Кіндратівна
Гали́на Кіндра́тівна Сидо́ренко (14 липня 1920, Київ — 28 квітня 1987, Київ) — український літературознавець і фольклорист, один із провідних українських віршознавців ХХ століття. Доктор філологічних наук, професор. Дружина літературознавця Григорія Вервеса, мати біолога Юрія Вервеса.

## Біографія
1938 року вступила до Київського університету. Під час евакуації продовжила навчання в Казахстані у місті Кзил-Орда в Об'єднаному українському державному університеті, який закінчила 1942 року. Того ж року вступила до аспірантури (кафедри історії української літератури) і завершила її — після перерви у навчанні через реевакуацію — в тому ж університеті 1946 року.
У 1946—1949 роках працювала в Інституті мистецтвознавства, фольклору та етнографії. З директором Інституту Максимом Рильським Галина Сидоренко та її чоловік Григорій Вервес підтримували дружні стосунки до останнього дня життя Максима Тадейовича.
1948 року Сидоренко захистила кандидатську дисертацію «Літературно-критичні погляди Івана Франка». Понад 30 років — з вересня 1949 року до виходу на пенсію 1987 року — Сидоренко працювала в Київському університеті, спочатку на посаді доцента, а потім професора кафедри історії української літератури. 1967 року захистила докторську дисертацію, на основі якої 1972 року видала монографію «Українське віршування. Від найдавніших часів до Шевченка».

## Наукова діяльність
Основними напрямами наукової діяльності Сидоренко були: історія і теорія українського вірша, історія української літератури XIX—XX століть, теорія літератури, українська народнопоетична творчість. Опублікувала близько ста наукових статей та низку монографій і нарисів, що друкувалися в Україні та Польщі. Основні її праці (монографії):
- «Літературно-критична діяльність Івана Франка. Історико-літературний нарис» (К., 1956),
- «Віршування в українській літературі» (К., 1962),
- «Ритміка Шевченка» (К., 1967),
- «Українське віршування. Від найдавніших часів до Шевченка» (К., 1972),
- «Від класичних нормативів до верлібру» (К., 1980).